# 정육점

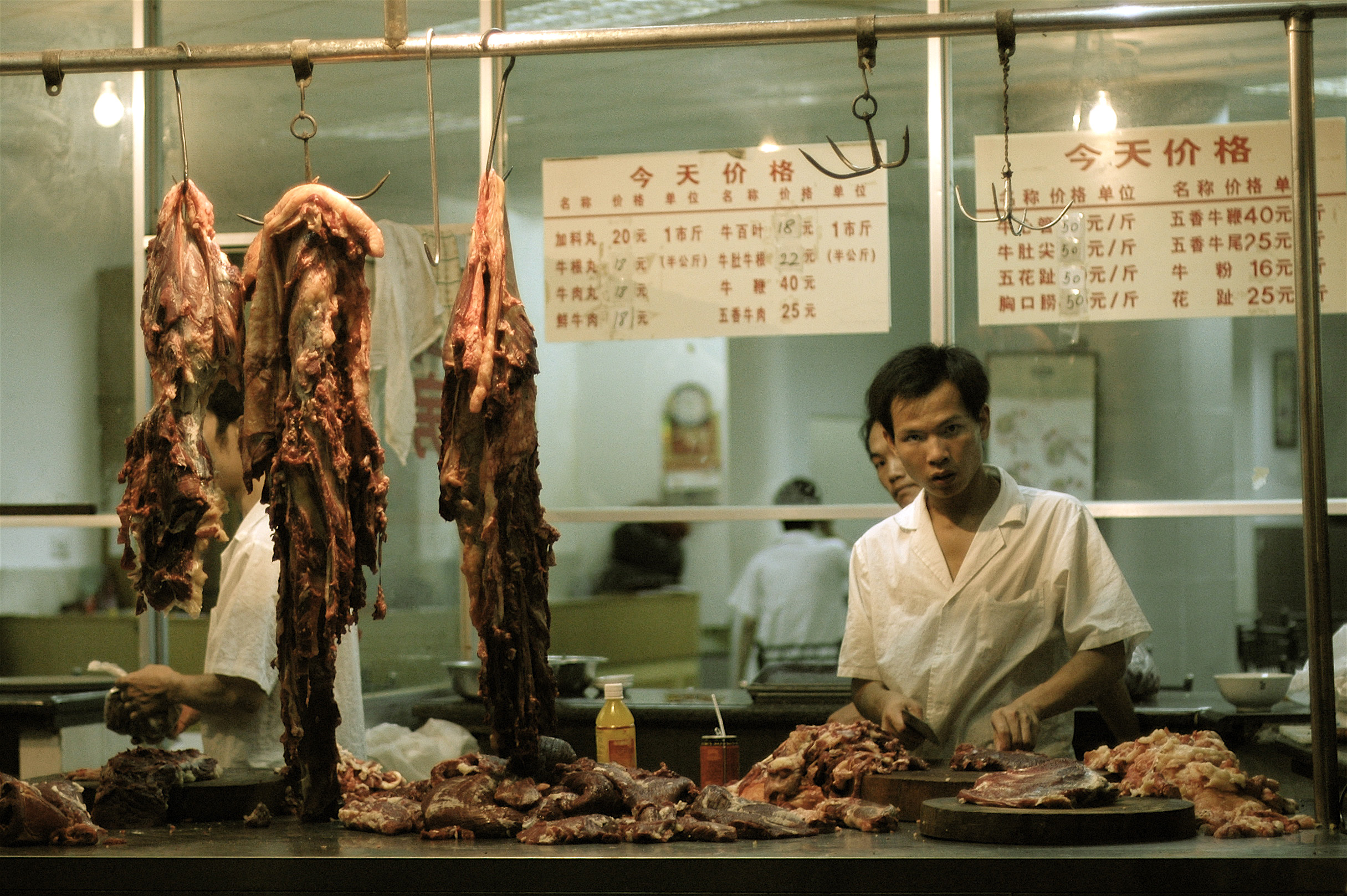
중국의 정육점

정육점(精肉店)은 고기를 파는 가게이다. 과거에는 고기를 끊어 팔던 가게를 푸주, 푸줏간, 고깃간, 포사(庖肆) 등으로 불렀다. 고기의 신선도를 위해 주로 가게 전체에 붉은색의 조명을 켜 놓는다. 지금은 많은 슈퍼마켓이 고기를 함께 취급한다.
조선후기에는 천민인 백정과 푸줏간인 현방(懸房)에서 소와 말을 도축하고 판매하였다.

## 같이 보기
- 정육
- 정육사
- 푸주칼